# 國道15號 (日本)

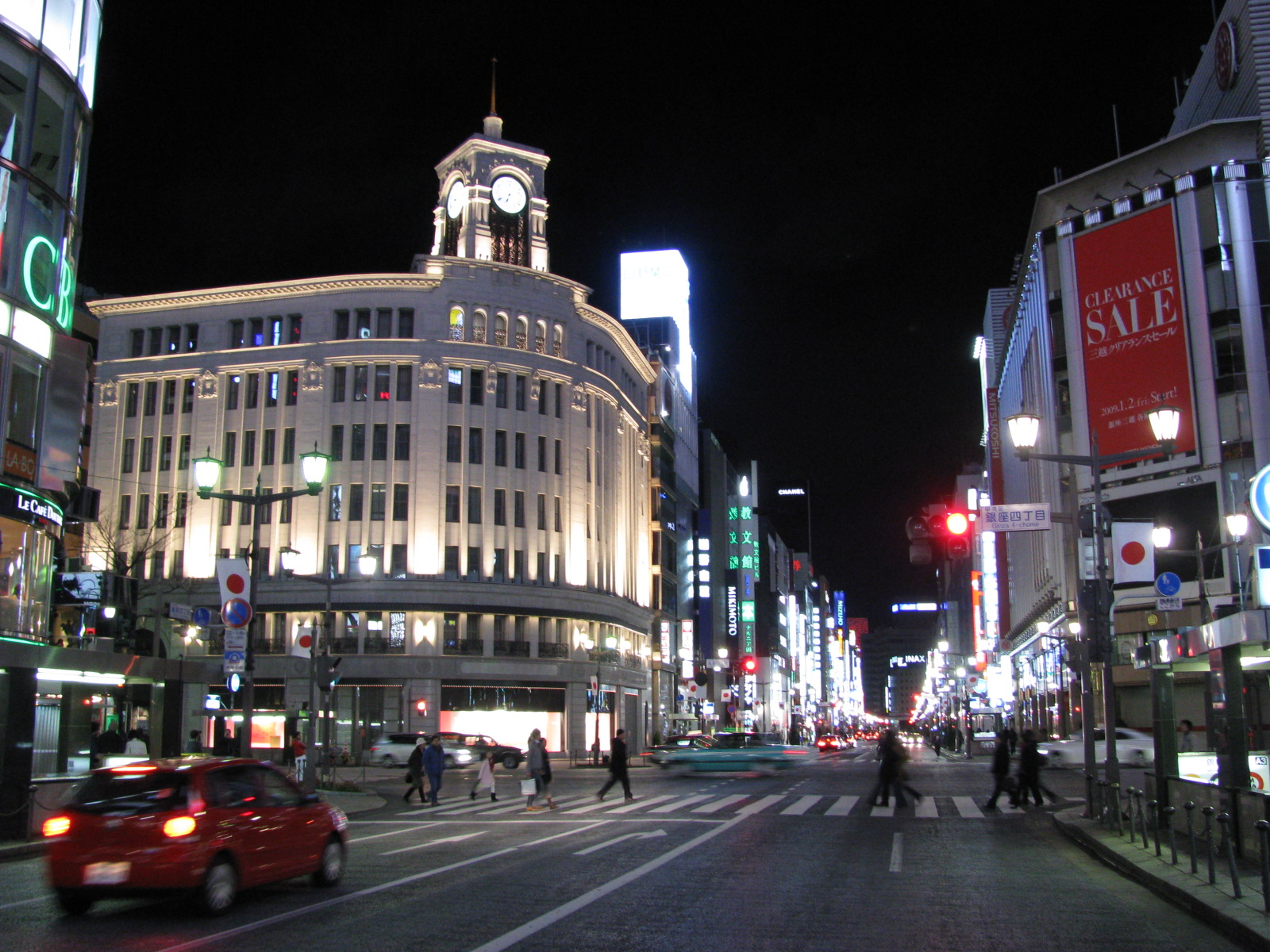
國道15號中央通銀座四丁目交差點

國道15號（日语：／ Kokudō Jūgo-gō */?）是從日本東京都中央區日本橋，經神奈川縣川崎市至橫濱市神奈川區青木通交差點的一般國道，為東京至橫濱間的主要公路之一，京濱地區多稱為「第一京濱（日语：／ Dai-Ichi Keihin）」或「一國（日语：／ ichikoku）」。大致與京急本線平行。

## 概要
國道15號起點為東京都中央區的日本國道路元標日本橋，終點在神奈川縣橫濱市神奈川區榮町的國道1號交點（青木通交差點），總長度29.6公里。沿路通過東京都中央區銀座、港區新橋、芝、高輪（品川站前）、大田區大森、川崎市川崎區、橫濱市鶴見區鶴見中央、同區生麥。由於起點日本橋至永代通（日本橋交差點）約0.2公里區間與國道1號重複，因此從永代通以南至終點為止的29.4公里區間是地圖與標識上的實際道路區間。以新橋為界，日本橋至新橋間通稱中央通，新橋至橫濱又稱第一京濱。
國道15號與五街道之一的東海道日本橋至神奈川宿區間大致相同，也與明治1號國道的日本橋至神奈川區間相當。芝五丁目交差點以西的區間是每年1月舉行的東京箱根間往復大學驛傳競走（箱根驛傳）路線之一。
主要交會道路有港區芝到東京港的港國道國道130號，大田區的東京都環狀道路東京都道318號環狀七號線（環七通）與東京都道311號環狀八號線（環八通）、前往羽田機場的國道131號（產業道路）、縱貫川崎市的國道409號、連結川崎港的國道132號。此外，還可透過鈴森入口前往首都高速道路1號羽田線，或是由東神奈川出入口前往神奈川1號橫羽線。

### 路線資料
- 起點：東京都中央區日本橋（日本國道路元標）
- 終點：神奈川縣橫濱市神奈川區榮町（青木通交差點）
- 主要行經地：神奈川縣川崎市
- 總長度：29.6公里（東京都 18.7公里、橫濱市 8.1公里、川崎市 2.7公里）[3][注釋 1]
- 共線長度：0.2公里（東京都 0.2公里）[3][注釋 1]
- 實際長度：29.4公里（東京都 18.5公里、橫濱市 8.1公里、川崎市 2.7公里）[3][注釋 1]
  - 現道長度：29.1公里（東京都 18.3公里、橫濱市 8.1公里、川崎市 2.7公里）[3][注釋 1]
  - 舊道長度：0.2公里（東京都 0.2公里）[3][注釋 1]
  - 新道長度：無[3][注釋 1]
- 指定區間（日语：指定区間）：全線

## 歷史

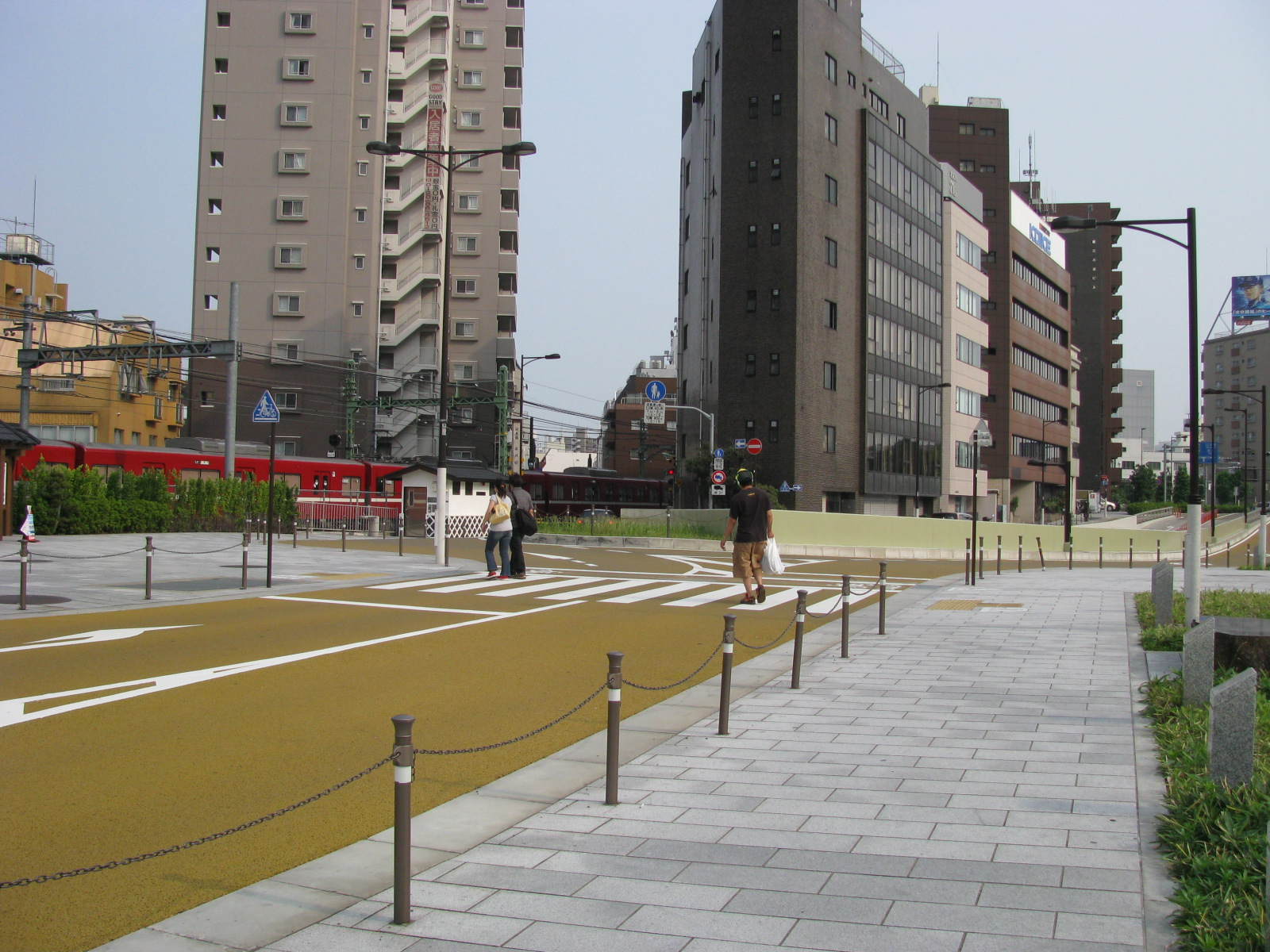
舊京濱電氣鐵道品川站前
正面的舊京濱國道（舊東海道）右方是改建後的京濱國道，也就是現在的第一京濱

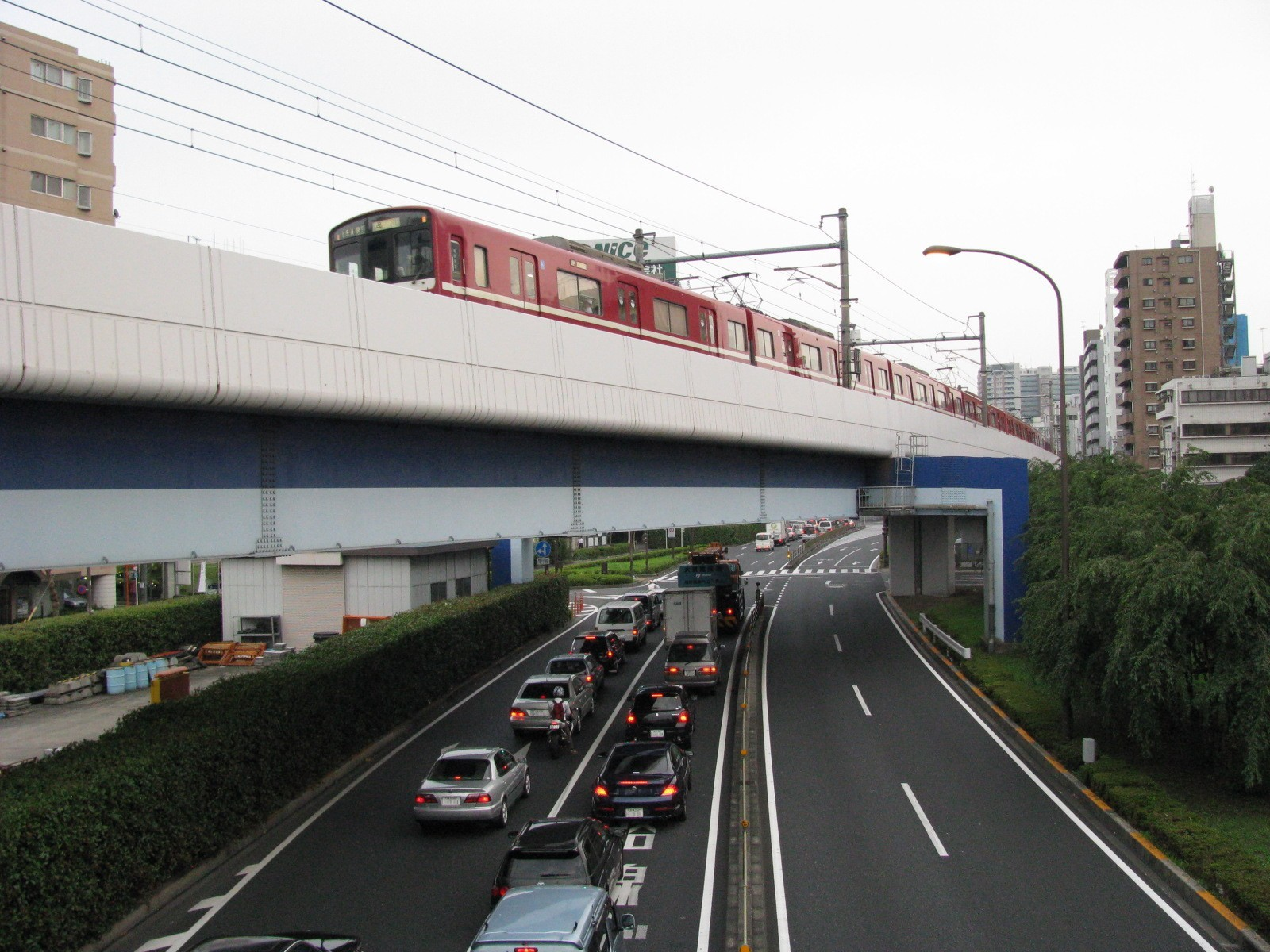
京急本線鈴森高架橋
京濱國道改建時所建設。

### 京濱國道
1885年（明治18年）指定的明治時代「1號國道」是國道15號的前身。
明治的1號國道是從日本橋到橫濱港的國道。日本橋至神奈川的區間與現在舊東海道相同，接著從神奈川通過萬里橋與官設鐵道平行至初代橫濱站前，再接著現在的國道133號至橫濱港。這條1號國道通稱為「京濱國道」。

### 京濱國道改建
大正時代，不斷成長的交通量讓京濱國道的交通事故大增。對此，東京府與神奈川縣提出品川八山橋至神奈川青木橋的改建計畫，並實施八山橋至生麥的改建工程。之後、帝都復興院完成生麥至表高島的改建。八山橋至表高島的距離約22.5公里，總工程費用約1,293萬日圓（當時金額）。

#### 改建過程
神奈川縣在1918年（大正7年）6月成立「1號國道改修事務所」，同年7月進行六鄉橋至生麥的改建工程。之後東京府於1920年（大正9年）6月1日成立「國道改修事務所」，進行八山橋至六鄉橋的改建工程。1925年（大正14年）8月3日，六鄉橋與六鄉橋至生麥的完工，1927年（昭和2年）11月28日八山橋至六鄉橋完工。此外，1919年（大正8年）與1921年（大正10年）還進行了拓寬工程。本次工程費用雖由東京府與神奈川縣負擔，但內務省土木局補助了二分之一的改建經費，與三分之一的六鄉橋架設經費。
之後，作為關東大震災復興事業之一，帝都復興院於1924年（大正13年）進行生麥至表高島的改建工程，1930年（昭和5年）10月完成京濱國道的改建工程。
本次改建的原計劃是要完成所有鐵路的交通立體化並移除電線桿。不過，雖然完成了鈴森的京濱電氣鐵道本線立體化，與六鄉橋南側的京濱電氣鐵道大師線立體化，但京濱電氣鐵道本線在八山橋的路面軌道，以及京濱電氣鐵道穴守線及海岸電氣軌道仍維持平面交會。電線桿移除計畫也在遞信省與警視廳等單位要求下中止。

### 新京濱國道
在交通立體化未能完成的情胯下，加上交通量不斷增長與交通事故頻傳，使得政府開始規劃新的道路計畫。首先，東京府與神奈川縣進行東京府道下大崎川和線、神奈川縣道都田下大崎線及東京府道大森大師河原線、神奈川縣道田島羽田線等道路的整備，內務省則提出建設繞道「新京濱國道」。

### 年表

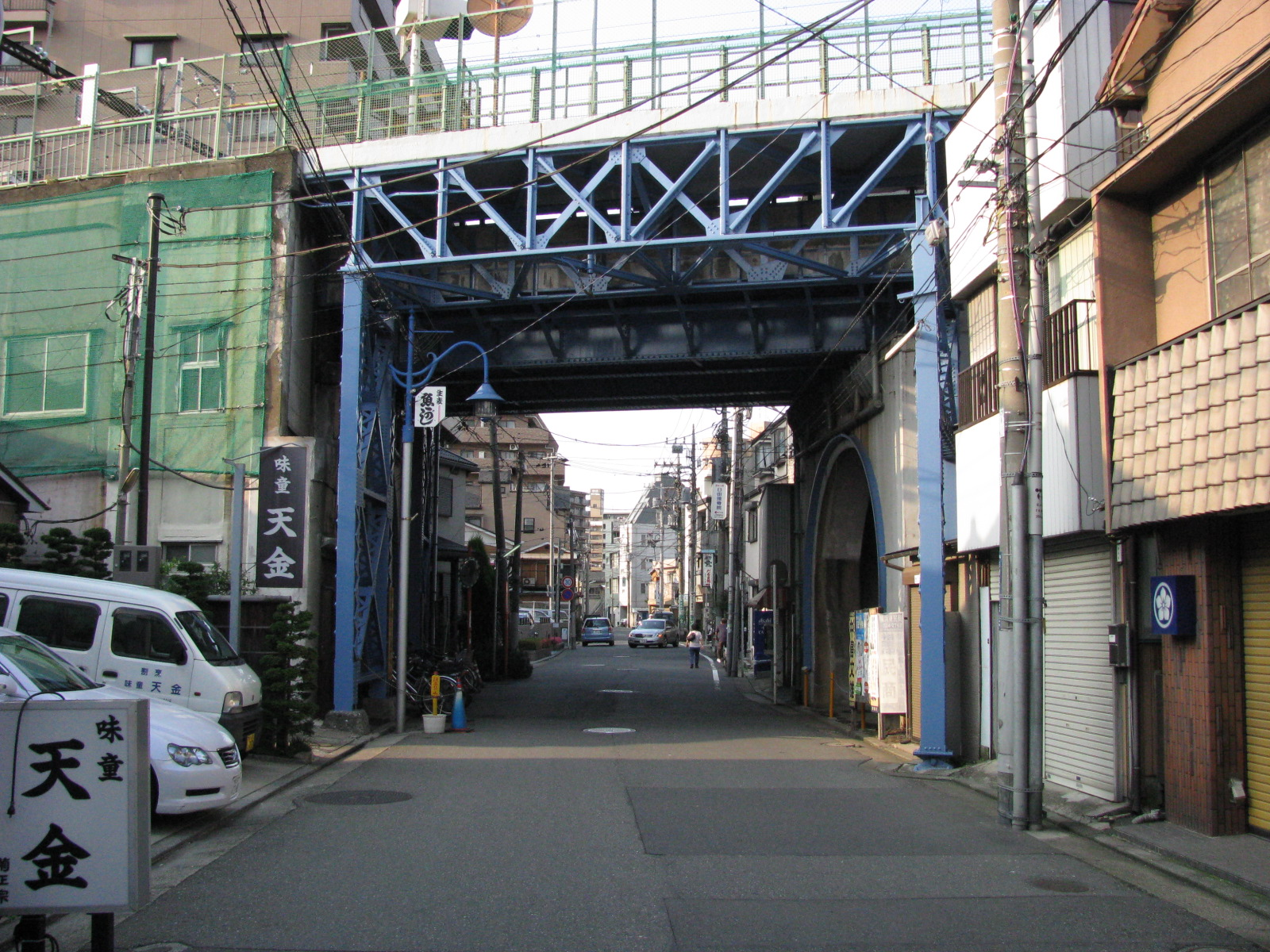
舊京濱國道
上的鶴見線國道站橋梁

- 1876年（明治9年）6月8日
『太政官達第60號』指定國道、縣道、里道。此時的國道、縣道、里道各自分為1至3等。
國道等級被1885年1月6日『太政官布達第1號』廢除。
- 1885年（明治18年）2月24日
『內務省告示第6號』，國道路線新增編號。
- 1918年（大正7年）7月
京濱國道開始改建。
- 1920年（大正9年）4月1日
實施「路線認定」。
第一號「1號國道」是從日本橋至伊勢神宮為止。日本橋至神奈川間的路徑相當於現在的國道15號。
- 1923年（大正12年）9月28日
京濱國道改建成為關東大震災復興事業。
- 1925年（大正14年）8月3日
六鄉橋至生麥的改建工程完工。
- 1927年（昭和2年）11月28日
八山橋至六鄉橋的改建工程完工。
- 1930年（昭和5年）10月
京濱國道的改建工程完工。
- 1934年（昭和9年）7月
蒲田區（現大田區）梅屋敷（日语：聖跡蒲田梅屋敷公園）前與六鄉郵便局前設置日本首座按鈕式行人觸動號誌[15]。
- 1952年（昭和27年）12月4日
實施「路線指定，指定東京都中央區（日本橋）至神奈川縣橫濱市（神奈川）為「一級國道15號」。
- 1965年（昭和40年）4月1日
道路法修正，廢除一級、二級區別，本路線為「一般國道15號」。

## 路線狀況

### 通稱
- 中央通（東京都中央區日本橋 - 港區新橋交差點）[16][17]
- 第一京濱[16][17]（港區新橋交差點 - 神奈川縣橫濱市神奈川區榮町交差點）
- 青木通（神奈川區榮町交差點 - 神奈川區青木通交差點）

### 重複區間
- 國道1號、國道20號（東京都中央區日本橋 - 中央區日本橋交差點）

### 道路設施

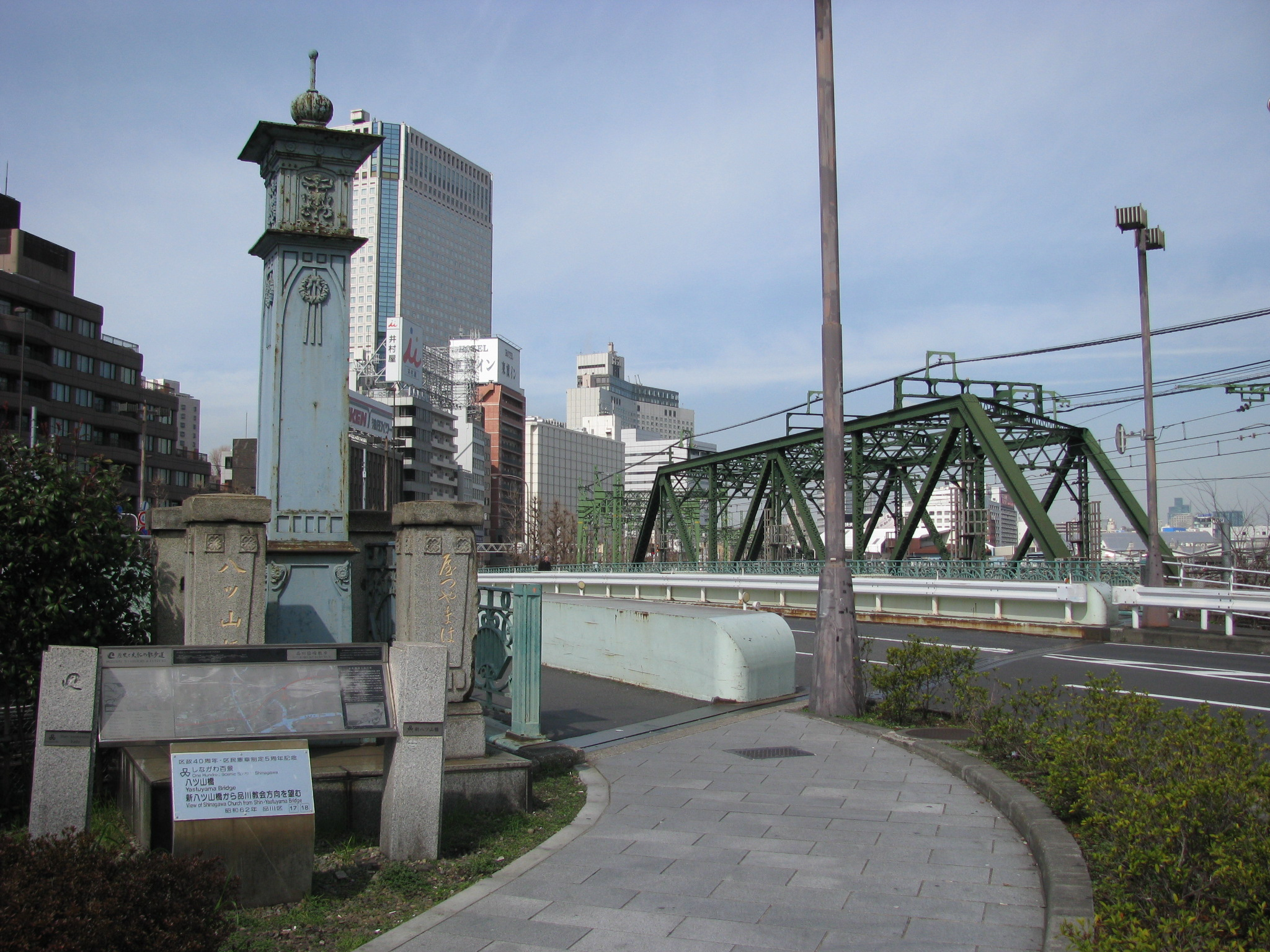
八山橋
左側的石柱的第2代親柱，鐵柱是第3代親柱

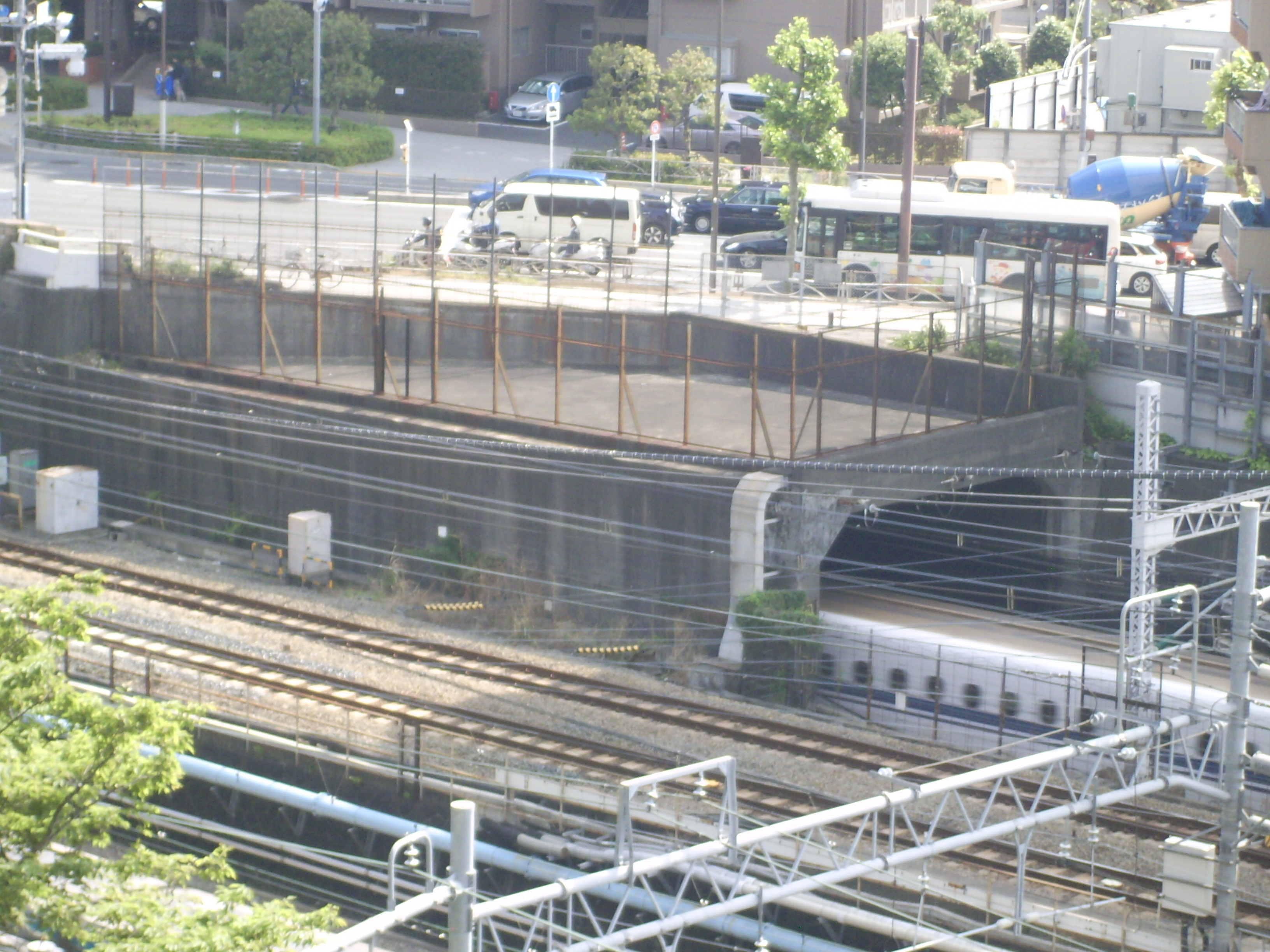
東海道新幹線八山隧道上的新八山橋

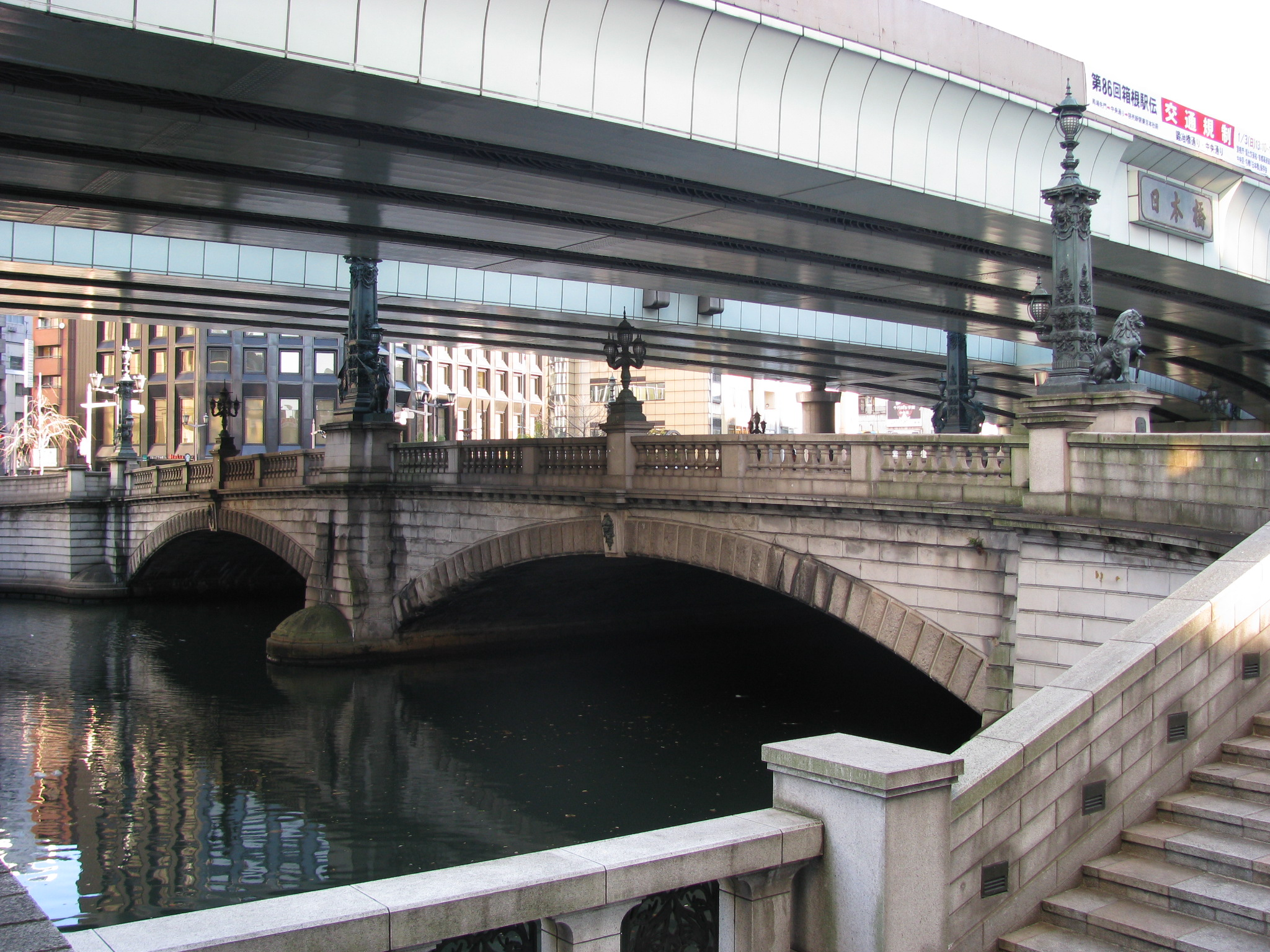
日本橋
架於東京都中央區日本橋川上，是國道15號的起點。
八山橋、新八山橋
位於東京都品川區東海道品川宿北端，跨越東海道本線等鐵路軌道的國道15號路橋。東海道新幹線在隧道內，上方沒有橋樑。
- 八山橋
初代八山橋是1872年（明治5年）所架設的日本第一座跨線天橋。該橋為木造橋。
1914年（大正3年）改建為拱型鐵橋。1924年（大正13年）3月29日東京電車鐵道從省線品川站前延伸至京濱電氣鐵道舊品川站前，橋上鋪設軌道。1925年（大正14年）3月11日京濱電氣鐵道本線延伸高輪站，並使用橋上軌道。
1930年（昭和5年）在橋梁（第2代）西側架設新拱橋（第3代），成為雙橋梁構造。之後，京濱電氣鐵道本線延伸至現在的品川站，1933年（昭和8年）4月1日啟用「八山跨線橋」，東京電車鐵道品川站前至北品川站前區間廢除，八山橋成為道路專用橋。
1985年（昭和60年）3月架設第4代橋梁至今。
- 新八山橋
新八山橋於1963年（昭和38年）5月11日啟用。配合道路拓寬取代當時的八山橋。

六鄉橋
跨越東京都大田區與神奈川縣川崎市川崎區之間多摩川的國道15號橋樑。

## 地理

### 通過市町村
- 東京都
  - 中央區 - 港區 - 品川區 - 大田區
- 神奈川縣
  - 川崎市（川崎區） - 橫濱市（鶴見區 - 神奈川區）

## 圖片

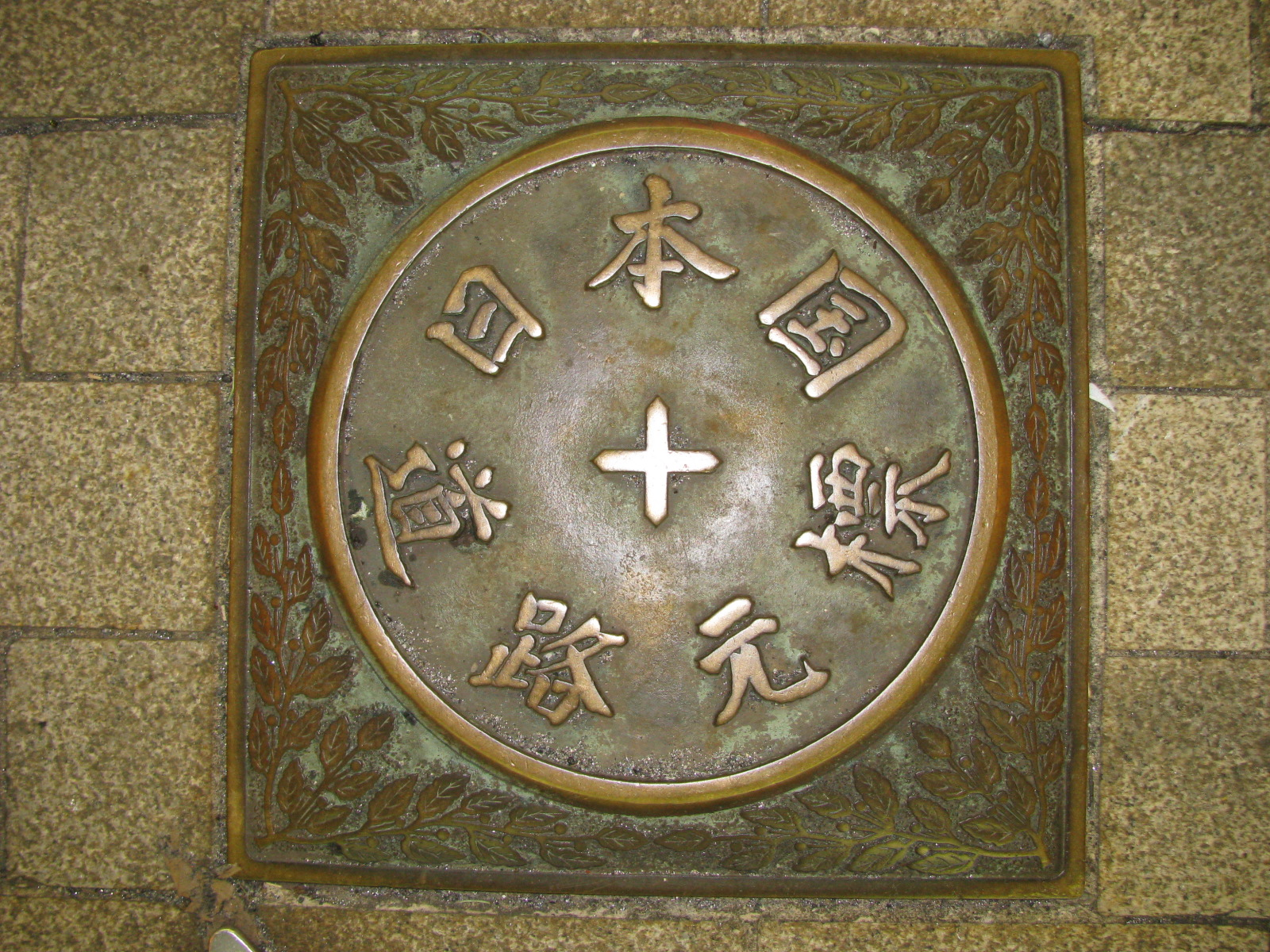
日本國道路元標
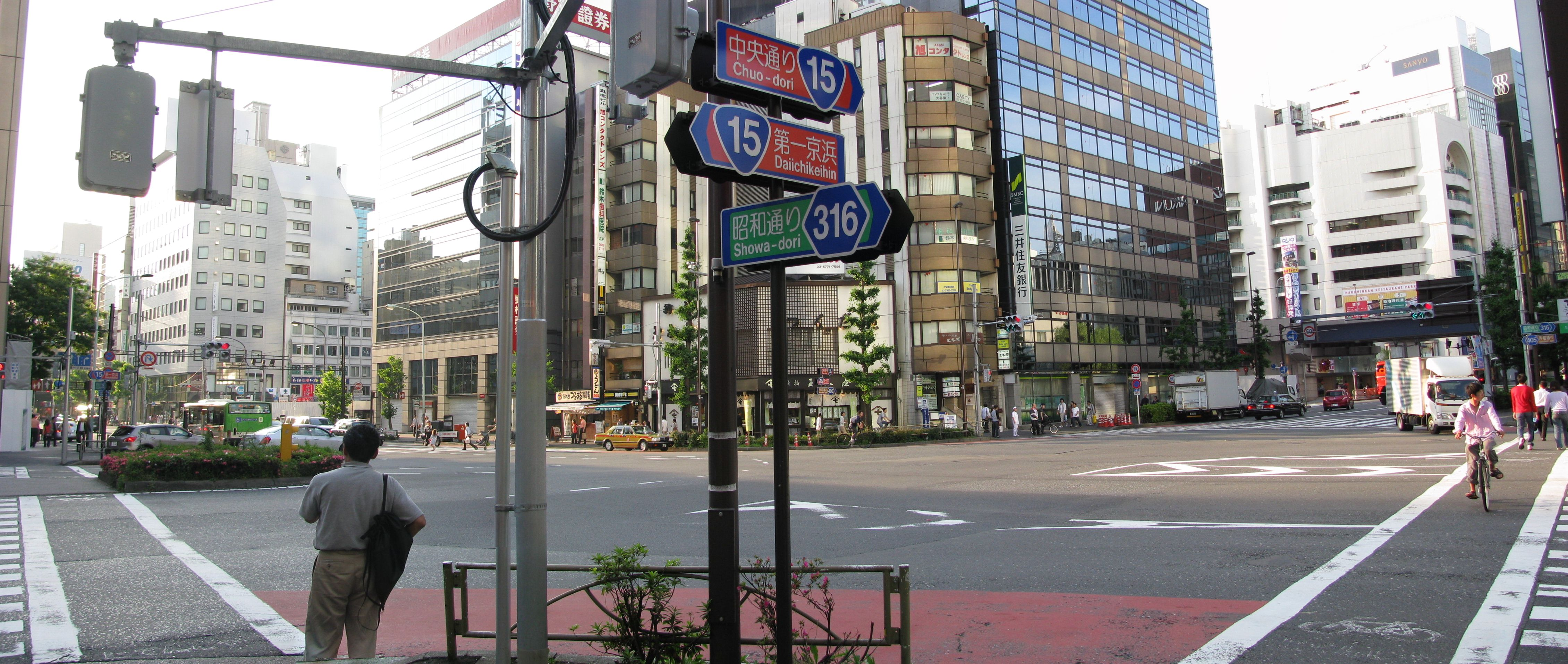
港區新橋交差點
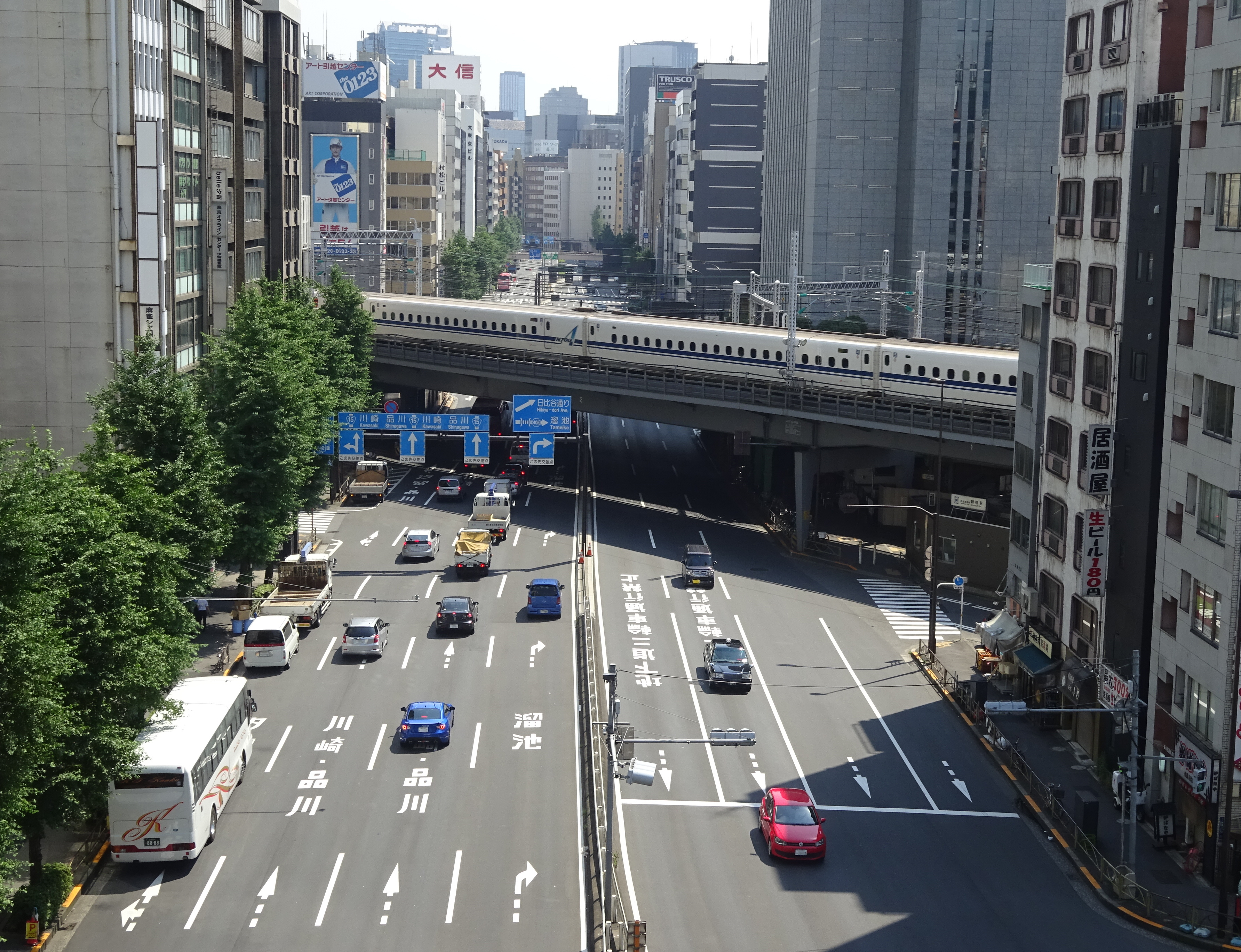
新橋往川崎方向
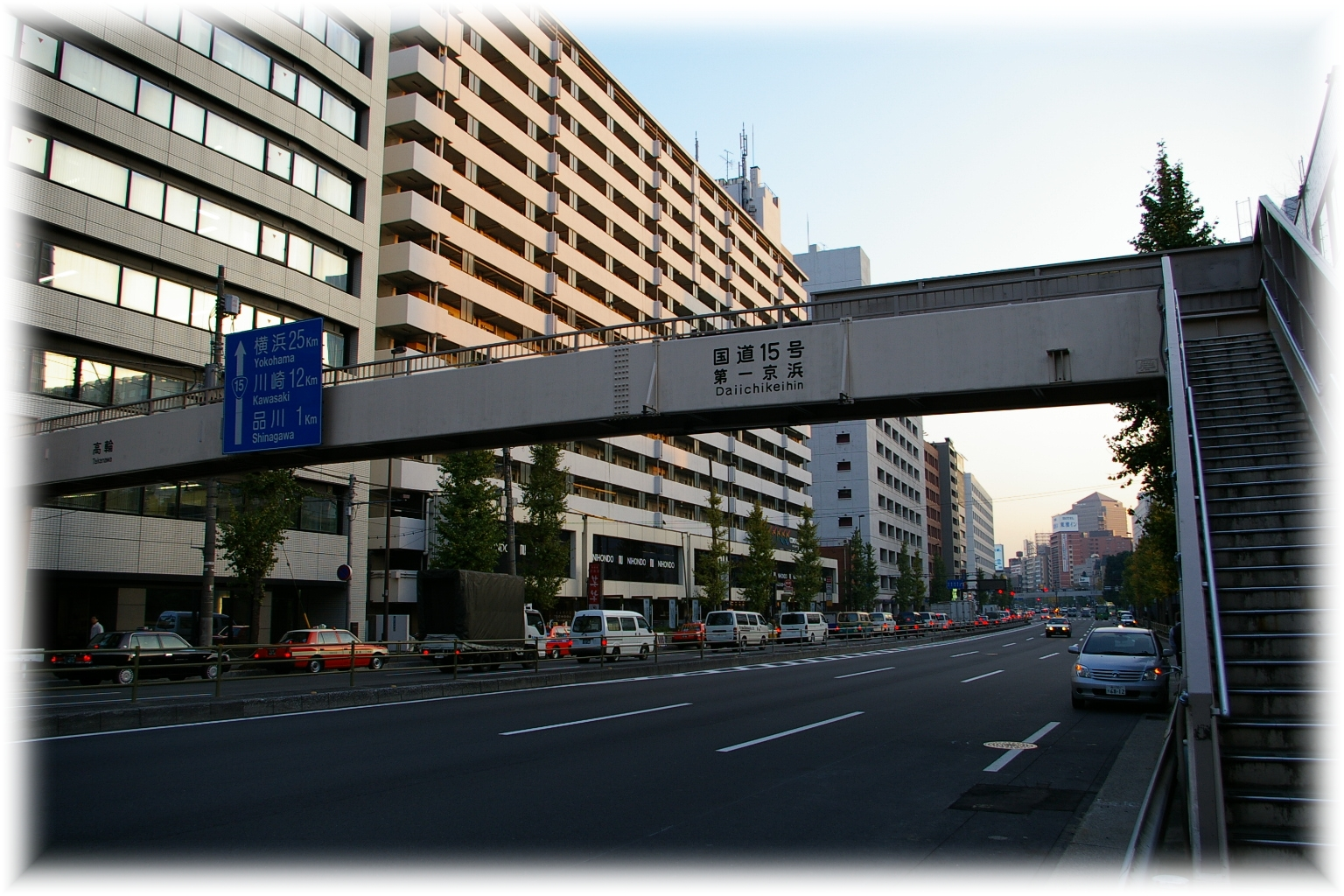
泉岳寺周邊
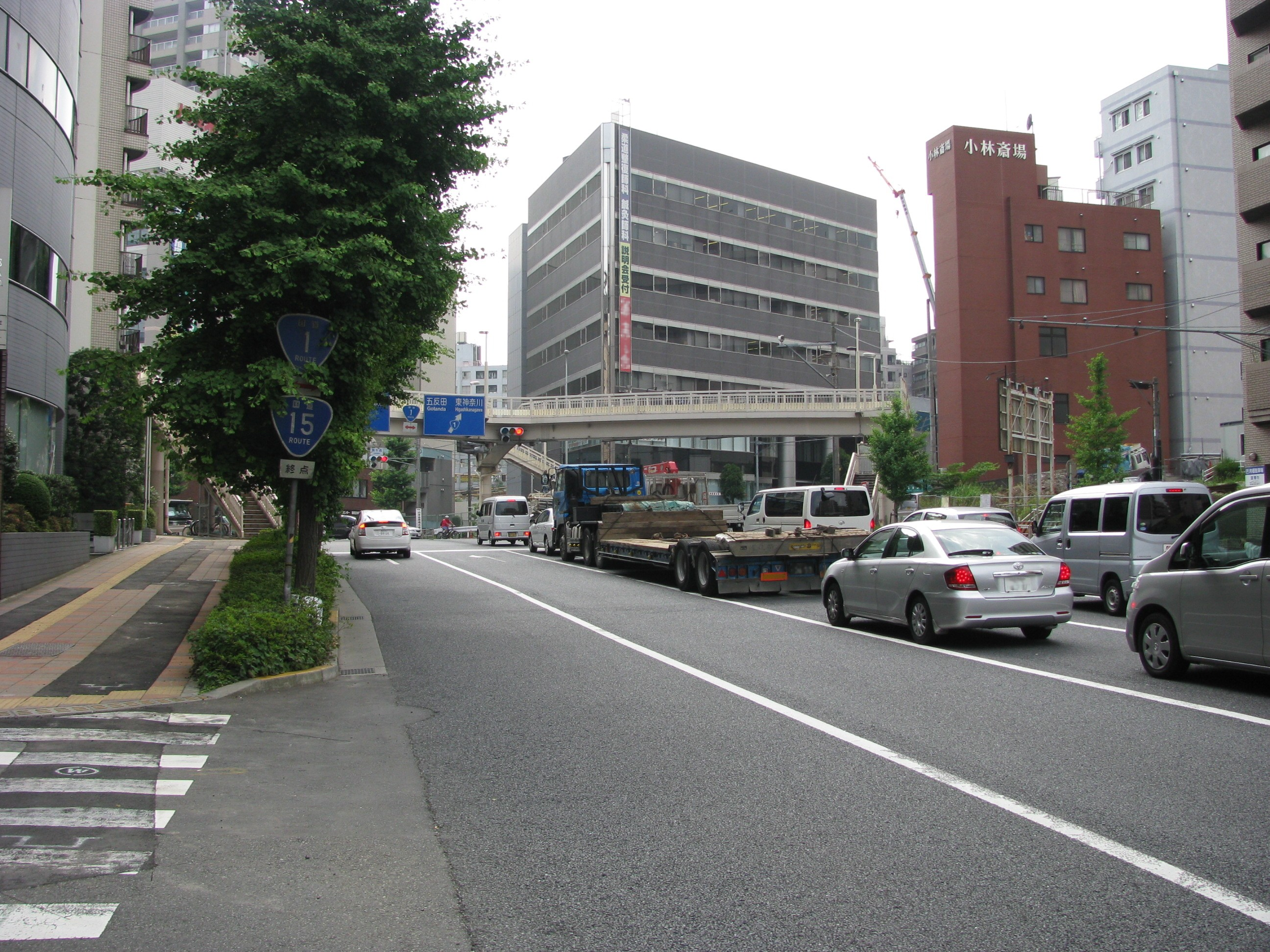
青木通交差點

## 備註
1. ↑   (PDF). :警視庁.   [2013-01-01].[永久]
2. ↑   (PDF). :神奈川県警察本部.   [2013-01-01]. （原始内容 (PDF)存档于2017-01-03）.
3. 1 2 3 4 5 6   (PDF). 道路統計年報2019. 國土交通省道路局: 7.   [2020-06-04]. （原始内容存档于2020-11-06）.
4. 1 2  参考文献『改良された京濱國道』に同じ場所の写真が掲載。
5. ↑  當時的橋與現在的萬里橋不同。。
6. ↑  参考資料「国土地理院地形図」、外部リンク「レール敷きつつ、街造りつつ…」
7. ↑  依據道路相關法令，橫濱港是指現在大棧橋入口的開港廣場前。
8. 1 2 3 4 5 6  参考文献『改良された京濱國道』
9. 1 2 3  参考文献『行詰れる京濱國道』
10. ↑  参考文献『一號國道改築工事概要』
11. ↑  参考文献『彙報、京濱國道神奈川縣管内改築工事竣工式』
12. ↑  参考文献『彙報、京濱國道竣工式』
13. ↑  2012年（平成24年）10月京急機場線高架化後才正式完成全線交通立體化。
14. ↑  参考文献『丸子橋架設工事の大要』、『大師橋架設工事概要』
15. ↑  参考文献『地方通信、京濱國道の横断信号機』
16. 1 2  東京都通称道路名一覧表 （页面存档备份，存于）東京都建設局
17. 1 2  東京都通称道路名地図（区部拡大版） （页面存档备份，存于）東京都建設局

## 關連項目
- 關東地方道路一覽
- 箱根驛傳

## 外部連結
- 國土交通省（页面存档备份，存于） / 關東地方整備局（页面存档备份，存于）
  - 東京國道事務所 （页面存档备份，存于）
  - 川崎國道事務所 （页面存档备份，存于）
  - 橫濱國道事務所（页面存档备份，存于）
  - 首都國道事務所 （页面存档备份，存于）